# Тіко та друзі
Тіко та друзі (яп. 七つの海のティコ, Нанацу но умі но чіко) — аніме-серіал, створений студією Nippon Animation у 1994 році. Є частиною серії «Кінотеатр світових шедеврів». Серіал транслювався українською мовою на телеканалі Малятко TV. На відміну від інших аніме серії «Театр світових шедеврів», цей серіал не має літературного першоджерела.

## Сюжет
Наномі Сімпсон — одинадцятирічна дівчинка. Її мати померла, коли їй було чотири роки, і з тих пір вона подорожує зі своїм батьком Скоттом і їхнім другом Алом на невеликому дослідницькому судні під назвою «Пеперончіно» у пошуках легендарного Сяючого кита.
Їх також супроводжує косатка Тіко, найкраща подруга Наномі, і Шеріл Мелвілл, багата та розпещена дівчина.
Наномі та її друзям в пошуках Сяючого кита доведеться пережити безліч пригоди на суші і на морі.